# NHL Plus-Minus Award
Az NHL Plus-Minus Award egy egyéni díj volt a National Hockey League-ben, melyet az alapszakasz plusz–mínusz statisztikájának legelső olyan játékosa kapta, aki legalább 60 mérkőzésen lépett pályára. Eddig öt különböző néven került kiosztásra köszönhetően a szponzoroknak. 1982–1983-ban alapították és 2007–2008-as szezonban adták át utoljára.

## Története
A plusz/mínusz mutatót először 1967–1968-ban vezették be. A lényege az, hogy ha egy játékos a jégen van mikor a csapata gólt kap, akkor -1-gyel romlik a statisztikája (kivéve emberhátránynál). Viszont ha akkor van a jégen, mikor a csapata gólt üt akkor +1-gyel nő a mutatója. Először 1983-ban került kiosztásra. Az alábbi neveken futott a díj korábban: Emery Edge Award, Alka-Seltzer Plus Award, Bud Ice Plus-Minus Award és Bud Light Plus-Minus Award.

## A győztesek

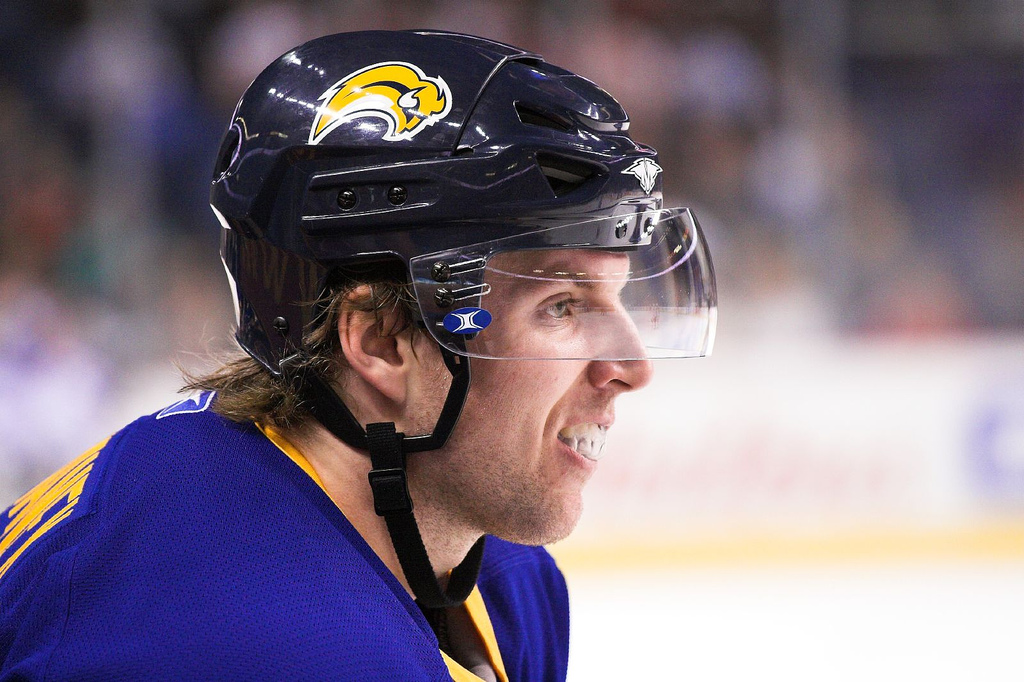
Thomas Vanek

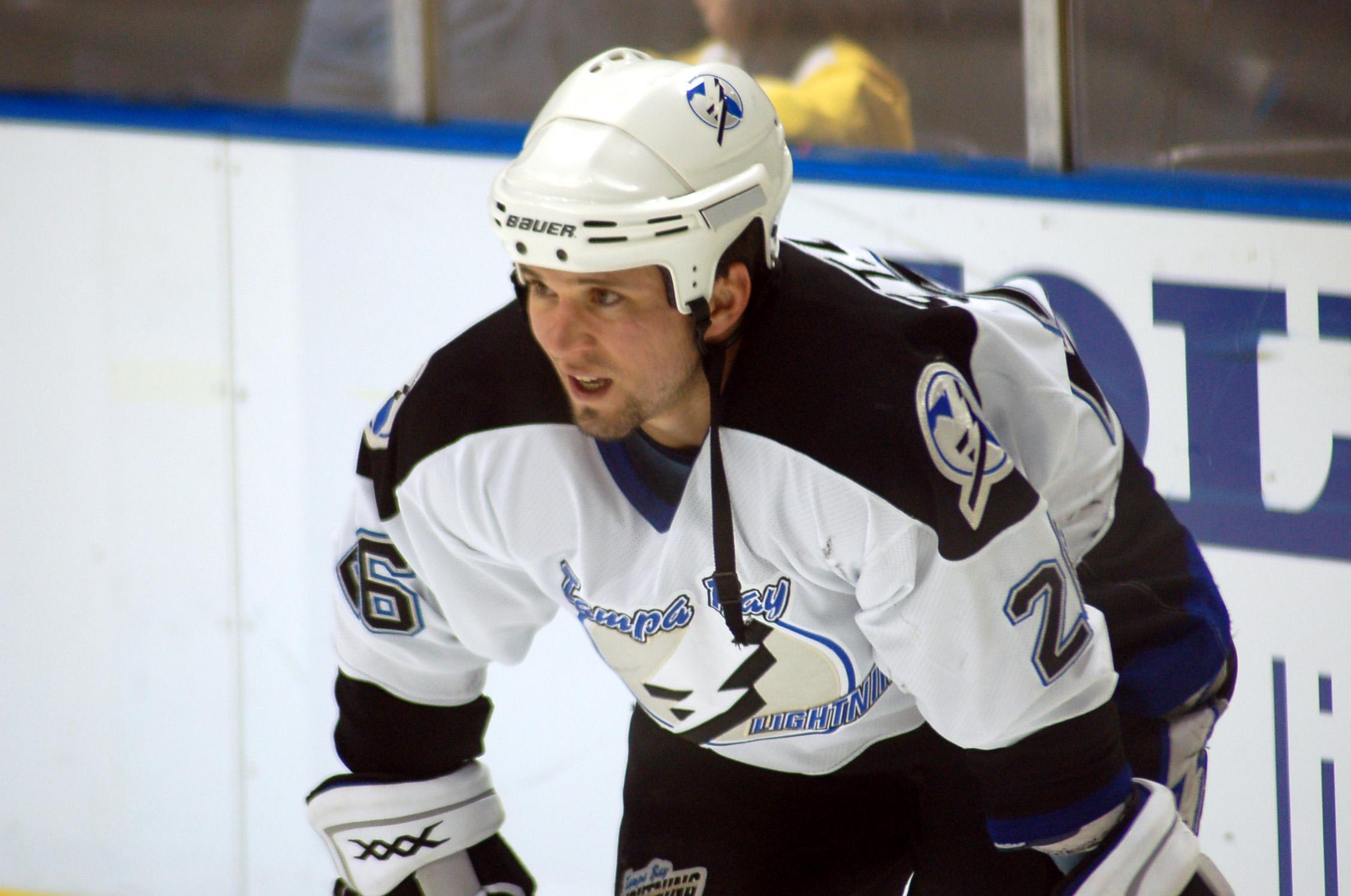
Martin St. Louis

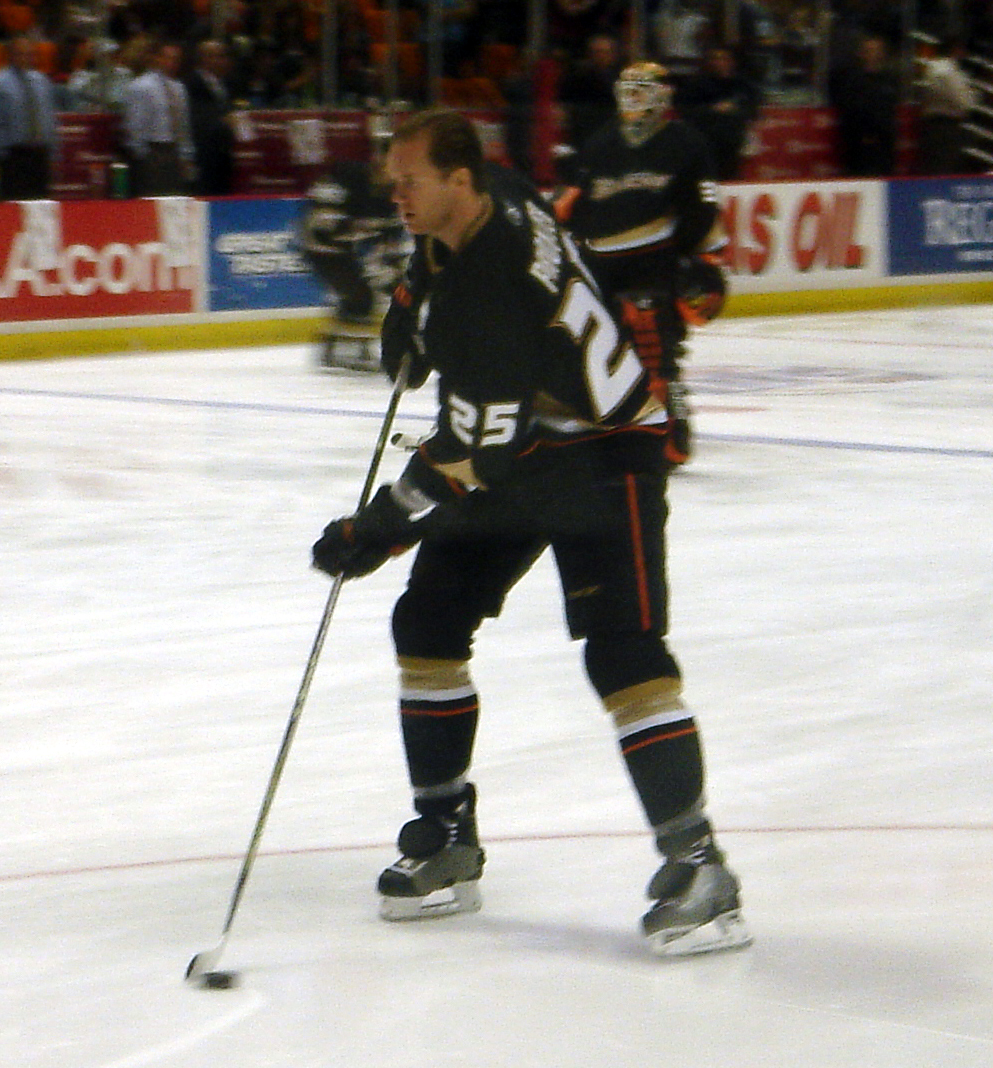
Chris Pronger

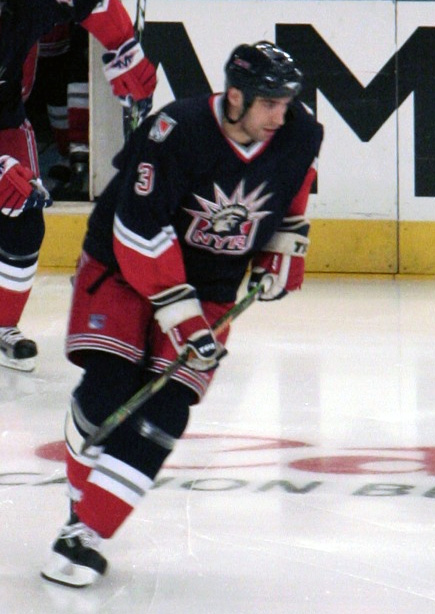
Michal Roszíval

### Legjobb plusz-mínusz eredményű játékosok 2009-től
| Szezon    | Játékos                         | Csapat                                 | Poszt   | +/- | # |
| --------- | ------------------------------- | -------------------------------------- | ------- | --- | - |
| 2024–2025 | Ryan McDonagh                   | Tampa Bay Lightning                    | V       | +43 | 1 |
| 2023–2024 | Gustav Forsling                 | Florida Panthers                       | V       | +56 | 1 |
| 2022–2023 | Hampus Lindholm                 | Boston Bruins                          | V       | +49 | 1 |
| 2021–2022 | Johnny Gaudreau                 | Calgary Flames                         | BSz     | +64 | 1 |
| 2020–2021 | Mikko Rantanen                  | Colorado Avalanche                     | JSz     | +30 | 1 |
| 2019–2020 | Ryan Graves                     | Colorado Avalanche                     | V       | +40 | 1 |
| 2018–2019 | Mark Giordano                   | Calgary Flames                         | V       | +39 | 1 |
| 2017–2018 | William Karlsson                | Vegas Golden Knights                   | C       | +49 | 1 |
| 2016–2017 | Ryan Suter Jason Zucker         | Minnesota Wild                         | V JSz   | +34 | 1 |
| 2015–2016 | Tyler Toffoli                   | Los Angeles Kings                      | C       | +35 | 1 |
| 2014–2015 | Max Pacioretty Nyikita Kucserov | Montréal Canadiens Tampa Bay Lightning | BSz Jsz | +38 | 1 |
| 2013–2014 | David Krejčí                    | Boston Bruins                          | JSz     | +39 | 1 |
| 2012–2013 | Pascal Dupuis                   | Pittsburgh Penguins                    | C       | +31 | 1 |
| 2011–2012 | Patrice Bergeron                | Boston Bruins                          | C       | +36 | 1 |
| 2010–2011 | Zdeno Chára                     | Boston Bruins                          | V       | +33 | 1 |
| 2009–2010 | Jeff Schultz                    | Washington Capitals                    | V       | +50 | 1 |
| 2008–2009 | David Krejci                    | Boston Bruins                          | C       | +37 | 1 |

### A győztesek 1983 és 2008 között
| Szezon    | Játékos                          | Csapat                                | Poszt                            | +/-                              | # |
| --------- | -------------------------------- | ------------------------------------- | -------------------------------- | -------------------------------- | - |
| 2007–2008 | Pavel Dacjuk                     | Detroit Red Wings                     | C                                | +41                              | 1 |
| 2006–2007 | Thomas Vanek                     | Buffalo Sabres                        | BSz                              | +47                              | 1 |
| 2005–2006 | Wade Redden Michal Rozsíval      | Ottawa Senators New York Rangers      | V                                | +35                              | 1 |
| 2004–2005 | A lockout miatt nem volt győztes | A lockout miatt nem volt győztes      | A lockout miatt nem volt győztes | A lockout miatt nem volt győztes |   |
| 2003–2004 | Martin St. Louis Marek Malík     | Tampa Bay Lightning Vancouver Canucks | JSz V                            | +35                              | 1 |
| 2002–2003 | Peter Forsberg Milan Hejduk      | Colorado Avalanche                    | C                                | +52                              | 1 |
| 2001–2002 | Chris Chelios                    | Detroit Red Wings                     | V                                | +40                              | 1 |
| 2000–2001 | Patrik Eliáš Joe Sakic           | New Jersey Devils Colorado Avalanche  | BSz C                            | +45                              | 1 |
| 1999–2000 | Chris Pronger                    | St. Louis Blues                       | V                                | +52                              | 2 |
| 1998–1999 | John LeClair                     | Philadelphia Flyers                   | BSz                              | +36                              | 2 |
| 1997–1998 | Chris Pronger                    | St. Louis Blues                       | V                                | +47                              | 1 |
| 1996–1997 | John LeClair                     | Philadelphia Flyers                   | C                                | +44                              | 1 |
| 1995–1996 | Vlagyimir Konsztantyinov         | Detroit Red Wings                     | V                                | +60                              | 1 |
| 1994–1995 | Ron Francis                      | Pittsburgh Penguins                   | C                                | +30                              | 1 |
| 1993–1994 | Scott Stevens                    | New Jersey Devils                     | V                                | +53                              | 1 |
| 1992–1993 | Mario Lemieux                    | Pittsburgh Penguins                   | C                                | +55                              | 1 |
| 1991–1992 | Paul Ysebaert                    | Detroit Red Wings                     | BSz                              | +44                              | 1 |
| 1990–1991 | Marty McSorley Theoren Fleury    | Los Angeles Kings Calgary Flames      | V JSz                            | +48                              | 1 |
| 1989–1990 | Paul Cavallini                   | St. Louis Blues                       | V                                | +38                              | 1 |
| 1988–1989 | Joe Mullen                       | Calgary Flames                        | C                                | +51                              | 1 |
| 1987–1988 | Brad McCrimmon                   | Calgary Flames                        | V                                | +48                              | 1 |
| 1986–1987 | Wayne Gretzky                    | Edmonton Oilers                       | C                                | +70                              | 3 |
| 1985–1986 | Mark Howe                        | Philadelphia Flyers                   | V                                | +85                              | 1 |
| 1984–1985 | Wayne Gretzky                    | Edmonton Oilers                       | C                                | +98                              | 2 |
| 1983–1984 | Wayne Gretzky                    | Edmonton Oilers                       | C                                | +76                              | 1 |
| 1982–1983 | Charlie Huddy                    | Edmonton Oilers                       | V                                | +63                              | 1 |

### A díj alapítása előtti győztesek
| Szezon    | Játékos                     | Csapat                             | Poszt | +/-  | # |
| --------- | --------------------------- | ---------------------------------- | ----- | ---- | - |
| 1981–1982 | Wayne Gretzky               | Edmonton Oilers                    | C     | +81  | 1 |
| 1980–1981 | Brian Engblom               | Montréal Canadiens                 | V     | +63  | 1 |
| 1979–1980 | Jim Schoenfeld Jimmy Watson | Buffalo Sabres Philadelphia Flyers | V     | +60  | 1 |
| 1978–1979 | Bryan Trottier              | New York Islanders                 | C     | +76  | 1 |
| 1977–1978 | Guy Lafleur                 | Montréal Canadiens                 | JSz   | +73  | 1 |
| 1976–1977 | Larry Robinson              | Montréal Canadiens                 | V     | +120 | 1 |
| 1975–1976 | Bobby Clarke                | Philadelphia Flyers                | C     | +83  | 1 |
| 1974–1975 | Bobby Orr                   | Boston Bruins                      | V     | +80  | 6 |
| 1973–1974 | Bobby Orr                   | Boston Bruins                      | V     | +84  | 5 |
| 1972–1973 | Jacques Laperrière          | Montréal Canadiens                 | V     | +78  | 1 |
| 1971–1972 | Bobby Orr                   | Boston Bruins                      | V     | +86  | 4 |
| 1970–1971 | Bobby Orr                   | Boston Bruins                      | V     | +124 | 3 |
| 1969–1970 | Bobby Orr                   | Boston Bruins                      | V     | +54  | 2 |
| 1968–1969 | Bobby Orr                   | Boston Bruins                      | V     | +65  | 1 |
| 1967–1968 | Dallas Smith                | Boston Bruins                      | V     | +33  | 1 |